# Masacre de San José de Apartadó

Mapa del Departamento de Córdoba señalando el municipio de Tierralta, sitio donde se encuentra la vereda La Resbalosa que limita con San José de Apartadó.

La Masacre de San José de Apartadó fue un asesinato masivo ocurrido el 21 de febrero de 2005 en la vereda Mulatos Medios, corregimiento San José de Apartadó (Antioquia), y en la vereda La Resbalosa, municipio de Tierralta (Córdoba), en Colombia, donde fueron asesinados 3 niños y 5 adultos entre hombres y mujeres. La masacre se realizó por miembros del Ejército Nacional de Colombia en compañía de paramilitares del Bloque Héroes de Tolová de las AUC. El Ejército Nacional insistió por largo tiempo que los autores habían sido de las FARC-EP; esa versión falsa se sustentó en el testimonio de campesinos obligados a declarar bajo amenazas y torturas de militares de la Brigada XVII, en la comandancia de Iván Duque López.

## Los hechos
El día 21 de febrero de 2005, hombres armados, entre militares y paramilitares, ingresaron a la zona donde confluyen los departamentos de Antioquia y Córdoba, más exactamente en las veredas La Resbalosa (Córdoba) y San José de Apartadó (Antioquia); allí masacraron a dos grupos de campesinos de la región. En la vereda Mulatos Medios fueron asesinados Luis Eduardo Guerra Guerra, destacado líder comunal, su compañera Beyanira Areiza, y su hijo Deyner Andrés Guerra Tuberquia de 11 años; mientras que en La Resbalosa las víctimas fueron Alfonso Bolívar Tuberquia Graciano, su esposa Sandra Milena Muños Pozo, y sus hijos Natalia Tuberquia de 5 años, Santiago Tuberquia de 21 meses, y el señor Alejandro Pérez.
El testimonio de Jorge Luis Salgado, quien perteneció al grupo paramilitar, fue el que dio elementos a la justicia para tomar acciones en el caso. El paramilitar relató a las autoridades el suceso y la forma como fueron asesinados los niños:

"Los niños estaban debajo de la cama. La niña era muy simpática, de unos 5 ó 6 años y el peladito también era curiosito (...) Propusimos a los comandantes dejarlos en una casa vecina pero dijeron que eran una amenaza, que se volverían guerrilleros en el futuro (...) 'Cobra' tomó a la niña del cabello y le pasó el machete por la garganta".

El exparamilitar relató cómo el padre de los niños suplicaba de rodillas que no los asesinaran, y contó que la niña creía que irían a un paseo.

## Los responsables
Seis miembros del Ejército Nacional de Colombia son responsables de la Masacre de San José de Apartadó, ocurrida el 21 de febrero de 2005, en la cual asesinaron a 8 civiles que hacían parte de la Comunidad de Paz. La Sala Penal de la Corte Suprema de Justicia condenó a los seis militares a 34 años de prisión. La investigación reveló que la Masacre se realizó con la planeación, participación y vigilancia de miembros de la Brigada XVII del Ejército colombiano. En orden de jerarquía, los responsables hasta el momento son: el coronel Orlando Espinosa Beltrán, el mayor José Fernando Castaño López, los sargentos Henry Agudelo Cuasmayán Ortega y Ángel María Padilla Petro; y los cabos Ricardo Bastidas Candia y Sabaraín Cruz Reina.
En el proceso de investigación sobre la masacre se habían vinculado a 84 miembros del Ejército. Algunos de los miembros del Ejército Nacional que han sido acusados por el hecho son los subtenientes Jorge Humberto Milanés Vega, Édgar García Estupiñán y Alejandro Jaramillo Giraldo, los sargentos segundos Ángel María Padilla Petro, Henry Guasmayán Ortega, Darío José Brango Agamez y Óscar Jaime González y los cabos Sabaraín Cruz Reina, Ricardo Bastidas, Héctor Londoño Ramírez, Luis Gutiérrez Echeverría, Jesús David Cardona Casas, Yuber Carranza Rodríguez, Ramón Mican Guativa y José Carmona. Los jefes paramilitares de las AUC que habrían participado en la masacre son Joel José Vargas Flórez y José Clímaco Falco, alias "Cobra".

## Encubrimiento del Ejército colombiano y desvío de la investigación
Con base en testimonios de falsos desmovilizados, el Ejército Nacional de Colombia días después de la masacre declaró que miembros de las FARC eran los responsables. Luego se revelaría que los testimonios habían sido obtenidos en realidad de campesinos torturados y pagados por miembros del ejército. 

"No habían reposado en sus tumbas los muertos [de la Masacre de San José] cuando los medios de comunicación empezaron a emitir los testimonios de dos supuestos desmovilizados de las Farc que acusaban a la comunidad de San José de Apartadó de tener vínculos con la guerrilla, y aseguraban que era ésta la que había cometido la atroz masacre. Los ex guerrilleros eran Elkin Tuberquia y Apolinar Guerra [que en realidad eran campesinos cooptados], quienes estaban bajo la tutela [y "nómina"] del coronel Néstor Iván Duque, comandante entonces del Batallón Bejarano, adscrito a la Brigada XVII. Sus versiones eran demasiado inverosímiles, pero confundieron enormemente al principio".
Revista Semana

Ever Veloza, alias HH, habría proporcionado el dinero para que el Coronel Iván Duque López le pagara a los campesinos Elkin Tuberquia y Apolinar Guerra por declarar ante la justicia falsas versiones sobre la masacre. Incluso las FARC se pronunciaron por este encubrimiento.

## El Gobierno colombiano ante la Masacre
Desde 1997 la Comunidad de Paz de San José de Apartadó se había declarado neutral frente al conflicto armado rechazando la presencia de cualquiera de los actores, paramilitares e incluso el Ejército pues consideran que no los protegía. Por dicho motivo, la Corte Interamericana de Derechos Humanos le había exigido al Gobierno medidas eficaces para ampararla.
Los diferentes gobiernos colombianos desde entonces han sido cuestionados por su indiferencia ante las realidades de la región de San José de Apartadó. En especial, el gobierno de Álvaro Uribe Vélez manifestó varias veces su animadversión contra la Comunidad de Paz; pues incluso el mismo expresidente trató a sus pobladores como "guerrilleros". Tras la masacre, el expresidente Uribe cuestionó que la comunidad no permitiera presencia militar en la zona, cuando en realidad la masacre fue ejecutada por militares miembros del Ejército Nacional. 

"Como si fuera poco, el propio gobierno, antes que lamentar la masacre e instar porque se aclarara, salió a enjuiciar a la comunidad por su negativa a la presencia de militares y policías en la zona".
Revista Semana

El expresidente Uribe nunca presentó disculpas por sus acusaciones y por participar en la campaña de estigmatización en contra de la Comunidad de Paz. El expresidente Juan Manuel Santos sí presentó disculpas, aunque sólo ante los medios y después de haber incumplido una cita con un grupo de representantes de la comunidad.

## Denuncias posteriores
El diario El Tiempo informó en marzo de 2008 que después de la masacre de 2005, en San José de Apartadó han tenido lugar 17 asesinatos y 290 agresiones según lo denunciado por el investigador y padre jesuita Javier Giraldo, como fue el caso de una campesina que fue presentada como "guerrillera muerta en combate". En febrero del mismo año la Corte Interamericana de Derechos Humanos, insistió en reclamar la protección del Estado a la comunidad de Apartadó y pidió que se revelaran los nombres de los militares que participaron en la masacre.
En mayo de 2008 el capitán del Ejército Nacional Guillermo Armando Gordillo, reconoció la participación de los militares en el hecho y dijo estar dispuesto a colaborar con la justicia para obtener rebaja de penas.
En 2022 la Jurisdicción Especial para la Paz (JEP) declaró la masacre como delito de lesa humanidad.

## Memoria histórica
El poeta colombiano Omar Garzón publicó en su libro Flores para un ocaso un poema titulado Otoño en San José de Apartadó, dedicado a las víctimas de la masacre de San José de Apartadó.